# 缪斯雯
缪斯雯（1995年1月24日—），上海人，中国女子足球运动员，司职中场，现效力于上海农商银行，是目前上海农商银行的进攻核心。曾随国家队参加2020年夏季奥林匹克运动会。

## 荣誉与奖项
俱乐部
- 全国女子足球联赛冠军: 2014
- 中国女子足球超级联赛冠军：2015
- 中国女子足协杯冠军：2015、2016
- 全国女足锦标赛冠军：2014、2017

个人
- 中国女子足球超级联赛助攻王: 2014